# Драгослава Стојиљковић
Драгослава Стојиљковић (Београд, 1964), дипломирани машински инжењер, редовни је професор Машинског факултета Универзитета у Београду.

## Биографија
Драгослава Стојиљковић дипломирала је 1988. године на Машинском факултету. Године 1992. је магистрирала, а 1999. докторирала на истом факултету. Одбранила је докторску тезу са насловом Образовање азотних оксида при сагоревању домаћих лигнита у спрашеном стању.
Бави се облашћу горива (чврста, течна, гасовита и обновљива), контролом квалитета горива, сагоревањем и заштитом животне средине. Примењује нове технологије у решавању проблема при раду енергетских постројења у условима реалног времена (ефикасно коришћење угља за производњу електричне и топлотне енергије и решавање проблема загађења животне средине насталих његовим сагоревањем). Посебно се бави истраживањем коришћења биомасе и биогорива.
Предаје више предмета везаних за биогорива и сагоревање, екологију сагоревања, машинско инжењерство и одрживи развој, технике мерења у сагоревању итд.
Редовни је професор на Катедри за технологију материјала Машинског факултета од 2011. године.

## Чланства у научним и стручним организацијама
- Потпредседник је Друштва термичара Србије од 2008. године,
- Члан је уређивачког одбора часописа Thermal Science од 2009. године,[2]
- Члан European Biofuels Technology Platform од 2014. године,
- Члан надзорног одбора Adria Section of the Combustion Institute,
- Члан Извршног одбора Српске нафтно гасне асоцијације – СНАГА од 2014. године.

### Радови у часописима са SCI листе (Science Citation Index)
- Zhang Jiaye, Chen Chongming, Zhou Ao, Rahman Zia Ur, Wang Xuebin, Stojiljković Dragoslava, Manić Nebojša, Vujanović Milan, Tan Houzhang (2022). Morphology of char particles from coal pyrolysis in a pressurized entrained flow reactor: Effects of pressure and atmosphere, Energy, 238.[4]
- Stancin H., Mikulcić H., Manić Nebojša, Stojiljković Dragoslava, Vujanović M., Wang Xuebin, Duić N. (2021). Thermogravimetric and kinetic analysis of biomass and polyurethane foam mixtures Co-Pyrolysis, Energy, 237.
- Janković Bojan, Manić Nebojša, Stojiljković Dragoslava, Jovanović Vladimir (2018). TSA-MS characterization and kinetic study of the pyrolysis process of various types of biomass based on the Gaussian multi-peak fitting and peak-to-peak approaches, Fuel, 234, 447-463.
- Manić Nebojša, Janković Bojan, Milović Ljubica, Komatina Mirko, Stojiljković Dragoslava (2021). The impact of production operating parameters on mechanical and thermophysical characteristics of commercial wood pellets, Biomass Conversion and Biorefinery.
- Janković Bojan, Manić Nebojša, Stojiljković Dragoslava, Jovanović Vladimir (2020). The assessment of spontaneous ignition potential of coals using TGA-DTG technique, Combustion and Flame, 211, 32-43.
- Janković Bojan, Manić Nebojša, Dodevski Vladimir, Radojević Miloš, Stojiljković Dragoslava (2020). Kinetic study of oxy-combustion of plane tree (Platanus orientalis) seeds (PTS) in O-2/Ar atmosphere, Journal of Thermal Analysis and Calorimetry, 142(2), 953-976.
- Trninić Marta, Stojiljković Dragoslava, Manić Nebojša, Skreiberg Oyvind, Wang Liang, Jovović Aleksandar (2020). A mathematical model of biomass downdraft gasification with an integrated pyrolysis model, Fuel, 265.
- Janković Bojan, Manić Nebojša, Stojiljković Dragoslava (2020). The gaseous products characterization of the pyrolysis process of various agricultural residues using TGA-DSC-MS techniques, Journal of Thermal Analysis and Calorimetry, 139(5), 3091-3106.
- Manić Nebojša, Janković Bojan, Pijović Milena, Waisi Hadi, Dodevski Vladimir, Stojiljković Dragoslava, Jovanović Vladimir (2020). Apricot kernel shells pyrolysis controlled by non-isothermal simultaneous thermal analysis (STA), Journal of Thermal Analysis and Calorimetry, 142(2), 565-579.
- Manić Nebojša, Janković Bojan, Stojiljković Dragoslava, Angelopoulos Panagiotis M., Radojević Miloš (2022). Thermal characteristics and combustion reactivity of coronavirus face masks using TG-DTG-MS analysis, Journal of Thermal Analysis and Calorimetry.
- Milanović Mihailo, Komatina Mirko, Janković Bojan, Stojiljković Dragoslava, Manić Nebojša (2022). The kinetic study of juice industry residues drying process based on TGA-DTG experimental data, Journal of Thermal Analysis and Calorimetry.
- Radojević Miloš, Janković Bojan, Stojiljković Dragoslava, Jovanović Vladimir, Ceković Ivana, Manić Nebojša (2021). Improved TGA-MS measurements for evolved gas analysis (EGA) during pyrolysis process of various biomass feedstocks. Syngas energy balance determination, Thermochimica Acta, 699.
- Manić Nebojša, Janković Bojan, Waisi Hadi, Stojiljković Dragoslava, Radojević Miloš (2020). Advanced Distributed Reactivity Model for the Static Pyrolysis of Corn Stover Feedstock, Match-Communications in Mathematical and in Computer Chemistry, 84(1), 85-130.
- Životić Miodrag M., Trninić Marta, Manić Nebojša, Stojiljković Dragoslava, Jovović Aleksandar (2019). Modeling devolatilization process of Serbian lignites using chemical percolation devolatilization model, Thermal Science, 23, S1543-S1557.
- Stojiljković Dragoslava, van Swaaij Willibrordus Petrus Maria (Wim) (2019). Professor Milan Radovanovic, Ph. D. 80th birthday 54-year scientific career 15 years as president of the Society of Thermal Engineers of Serbia, Thermal Science, 23, SIX-SXIII.
- Manić Nebojša, Janković Bojan, Stojiljković Dragoslava, Jovanović Vladimir, Radojević Miloš (2019). Tga-dsc-ms analysis of pyrolysis process of various agricultural residues, Thermal Science, 23, S1457-S1472.
- Stefanović Predrag Lj., Zivković Nikola V., Stojiljković Dragoslava, Jovanović Vladimir, Erić Milić D., Marković Zoran J., Cvetinović Dejan (2019). Pljevlja lignite carbon emission charateristics, Thermal Science, 23, S1523-S1531.
- Radojević Miloš, Janković Bojan, Jovanović Vladimir, Stojiljković Dragoslava, Manić Nebojša (2018). Comparative pyrolysis kinetics of various biomasses based on model-free and DAEM approaches improved with numerical optimization procedure, PLOS ONE, 13(10).
- Manić Nebojša, Jovanović Vladimir, Stojiljković Dragoslava, Brat Zagorka M. (2017). Application of different turbulence models for improving construction of small-scale boiler fired by solid fuel, Thermal Science, 21, S809-S823.
- Trninić Marta, Jovović Aleksandar, Stojiljković Dragoslava (2016). A steady state model of agricultural waste pyrolysis: A mini review, Waste Management & Research, 34(9), 851-865.
- Janković Bojan, Radojević Miloš, Balać Martina, Stojiljković Dragoslava, Manić Nebojša (2020). Thermogravimetric study on the pyrolysis kinetic mechanism of waste biomass from fruit processing industry, Thermal Science, 24(6), 4221-4239.
- Brat Zagorka M., Manić Nebojša, Stojiljković Dragoslava, Trninić Marta (2019). Application of different k-epsilon turbulence models on combustion process modelling in small-scale pellet stoves for household heating, Progress in Computational Fluid Dynamics, 19(3), 180-190.
- Ceković Ivana, Manić Nebojša, Stojiljković Dragoslava, Trninić Marta, Todorović Dušan, Jovović Aleksandar (2019). Modeling of wood chips gasification process in aspen plus with multiple validation approach, Chemical Industry & Chemical Engineering Quarterly, 25(3), 217-228.
- Radojević Miloš, Balać Martina, Jovanović Vladimir, Stojiljković Dragoslava, Manić Nebojša (2018). Thermogravimetric kinetic study of solid recovered fuels pyrolysis, Hemijska Industrija, 72(2), 99-106.
- Cudić Vladica, Stojiljković Dragoslava, Jovović Aleksandar (2016). Phytoremediation potential of wild plants growing on soil contaminated with heavy metals, Arhiv Za Higijenu Rada I Toksikologiju-Archives of Industrial Hygiene and Toxicology, 67(3), 229-239.
- Petrovic Becirović Sanja B., Manić Nebojša, Stojiljković Dragoslava (2015). Impact of fuel quality and burner capacity on the performance of wood pellet stove, Thermal Science, 19(5), 1855-1866.
- Životić Miodrag M., Stojiljković Dragoslava, Jovović Aleksandar, Čudić Vladica V. (2012). Mogućnost korišćenja pepela i šljake sa deponije termoelektrane 'Nikola Tesla' kao otpada sa upotrebnom vrednošću, Hemijska Industrija, 66(3), 403-412.
- Radić Dejan, Obradović Marko, Stanojević Miroslav, Jovović Aleksandar, Stojiljković Dragoslava (2011). A study on the grindability of Serbian coals, Thermal Science, 15(1), 267-274.
- Jovović Aleksandar, Kovačević Zoran, Radić Dejan, Stojiljković Dragoslava, Obradović Marko, Todorović Dušan, Stanojević Miroslav (2010). Emisija čvrstih čestica i teških metala pri ko-sagorevanju guma - primer cementnih peći u Republici Srbiji, Chemical Industry & Chemical Engineering Quarterly, 16(3), 213-217.
- Mladenović Milica, Mladenović Rastko, Manović Vasilije, Radovanović Milan, Stojiljković Dragoslava (2009). Criteria selection for the assessment of Serbian lignites tendency to form deposits on power boilers heat transfer surfaces, Thermal Science, 13(4), 61-78.
- Stojiljković Dragoslava, Nestorović Dušan, Jovanović Vladimir, Manić Nebojša (2009). Mixtures of bioethanol and gasoline as a fuel for SI engines, Thermal Science, 13(3), 219-228.
- Stojiljković Dragoslava, Jovanović Vladimir, Radovanović Miroslav, Manić Nebojša, Radulović Ivo R., Perisić SV (2005). Investigations of combustion process in stove fired on biomass, Strojniski Vestnik/Journal of Mechanical Engineering, 51(7-8), 426-430.
- Stojiljković Dragoslava, Radovanović M, Ercegovac M, Jones JM, Williams A (2005). Devolatilisation of some pulverised Eastern European lignites, Journal of The Energy Institute, 78(4), 190-195.
- Brat Zagorka M., Janković Bojan, Stojiljković Dragoslava, Radojević Miloš, Manić Nebojša (2022). Assessment of synergistic effect on performing the co-pyrolysis process of coal and waste blends based on thermal analysis, Thermal Science, 26(3), 2211-2224.

### Радови у часописима ван SCI листе
- Životić Miodrag M., Jovanović Vladimir, Manić Nebojša, Stojiljković Dragoslava (2017). Sadržaj hlorida i fluorida u dimnom gasu tokom sagorevanja domaćih lignita kao parametar pri projektovanju postrojenja za odsumporavanje dimnog gasa, FME Transactions, 45(1), 58-64.
- Nestorović Dušan, Jovanović Vladimir, Manić Nebojša, Stojiljković Dragoslava (2012). Testiranja motora i drumski testovi mešavina biodizel i dizel goriva, FME Transactions, 40(3), 127-133.
- Lepotić-Kovačević Branislava, Stojiljković Dragoslava (2012). Ugovor o dugoročnom snabdevanju biomasom za proizvodnju energije, Termotehnika, 38(2), 271-279.
- Manić Nebojša, Stojiljković Dragoslava, Jovanović Vladimir (2012). Uticaj sirovine za proizvodnju peleta na energetske i ekološke karakteristike peći male snage za zagrevanje domaćinstava, Termotehnika, 38(2), 261-269.
- Stojiljković Dragoslava, Jovović Aleksandar, Jovanović Vladimir, Manić Nebojša, Milovanović Đorđina, Petrović Sanja, Rubov Lin, Gavrić Mihajlo, Žbogar Zrinka (2009). Izbor optimalnog tehničkog rešenja postrojenja za odsumporavanje dimnih gasova na TE 'Kostolac B', Termotehnika, 35(3-4), 231-249.
- Jovović Aleksandar, Stanojević Miroslav, Radić Dejan, Obradović Marko, Todorović Dušan, Jankes Goran, Stojiljković Dragoslava, Jovanović Vladimir, Manić Nebojša, Rubov Lin, Džekson Kristofer, Ignjatov Georgi, Milovanović Đorđina, Petrović Sanja, Pašajlić Pavle (2009). Analiza raspodele emisije zagađujućih komponenata iz novog 'vlažnog' dimnjaka TE 'Kostolac B', Termotehnika, 35(2), 177-192.
- Jovović Aleksandar, Stojiljković Dragoslava, Radić Dejan, Todorović Dušan, Obradović Marko, Jovanović Vladimir, Manić Nebojša, Milovanović Đorđina (2012). Odsumporavanje dimnih gasova u termoelektranama na lignitni ugalj - Analiza uticajnih parametara i izbor tehničkog rešenja, Procesna tehnika.